# 임난수로
임난수로는 세종호수공원 북쪽에서 외곽순환도로인 행복대로를 잇는 도로이다. 그 이름은 고려가 망하자 관직을 그만두고 세종시에 정착한 임난수의 이름에서 따왔다.